# Granuli di aleurone
I granuli di aleurone (noti a volte come corpi proteici) sono vescicole che racchiudono riserve proteiche nelle cellule vegetali, particolarmente abbondanti nei semi. 
Hanno forma sferica, diametro da 0.1 a 22 µm; al loro interno c'è una matrice amorfa, ricca di sostanze proteiche e talora  di proteine enzimatiche. 
Nella matrice possono trovarsi delle inclusioni:
- i cristalloidi, inclusioni  proteiche cristalline, che possono contenere molte proteine di riserva;
- i globoidi, piccole inclusioni di forma sferica, costituite da fitina, sale di calcio e magnesio dell'estere esafosforico del mio-inositolo; sono quindi una riserva di fosforo, inositolo e diversi cationi (Ca, Fe, Zn, K, ecc).

Durante la  germinazione e le prime fasi di crescita della plantula, il contenuto dei corpi proteici viene idrolizzato per fornire substrati ed energia per la crescita della plantula. Quando l'idrolisi delle sostanze di riserva è completata, i corpi proteici diventano piccoli vacuoli acquosi, che si fonderanno poi a formare il grosso vacuolo della cellula.
L'origine dei corpi proteici può essere diversa (vacuolo, porzioni di reticolo endoplasmico, piccole vescicole citoplasmatiche).